# Cómo ser mujer y no morir en el intento
Pour plus de détails, voir Fiche technique et Distribution.
Cómo ser mujer y no morir en el intento (littéralement « comment être une femme et ne pas mourir en essayant ») est un film espagnol réalisé par Ana Belén, sorti en 1991.

## Synopsis
Carmen, à 42 ans, est mariée à Antonio, qui est son troisième mari. Elle a deux enfants issus de mariages précédents et en a adopté un autre. Carmen travaille comme journaliste et mène de front sa carrière, sa vie amoureuse et sa vie de famille. Carmen travaille donc comme un homme, mais continue à jouer le rôle traditionnel de la femme mariée. Antonio, lui, peut se concentrer sur son travail.

## Fiche technique
- Titre : Cómo ser mujer y no morir en el intento
- Réalisation : Ana Belén
- Scénario : Carmen Rico-Godoy d'après son roman
- Musique : Mariano Díaz
- Photographie : Juan Amorós
- Montage : Carmen Frías
- Production : Andrés Vicente Gómez
- Société de production : Atrium Productions, I.d.e.a., Iberoamericana Films Producción et Televisión Española
- Pays :  Espagne
- Genre : Comédie dramatique
- Durée : 100 minutes
- Dates de sortie : 
  -  Espagne : 5 avril 1991

## Distribution
- Carmen Maura : Carmen
- Antonio Resines : Antonio
- Carmen Conesa : Chelo
- Juanjo Puigcorbé : Mariano
- Miguel Rellán : Alfredo
- Tina Sáinz : Emila
- Asunción Balaguer : la mère d'Antonio
- Enriqueta Carballeira : Pepita
- Mercedes Lezcano : Pilar
- Miguel Arribas : Carlos
- Paco Aguilar : Federico
- Begoña Valle : Margarita
- Flora María Álvaro : Tere
- Víctor García León : Diego
- Juan Diego Botto : Sergio
- Olalla Aguirre : Marta

## Distinctions
Le film a été nommé pour deux prix Goya.